# Nando Boom
Fernando Orlando Brown, más conocido como Nando Boom es un músico panameño quien es considerado, junto a El General, como uno de los precursores del estilo musical llamado reggae en español de donde posteriormente se influenciarían los géneros actuales que se conocen como plena panameña. y Reggaeton.

## Historia
Nando Boom pertenece a la primera generación de cantantes de reggae en español. Grabó en cassette su primer tema titulado "Mi Mujer Habla Así" alrededor del año 1984, basándose en Fast Talking de Alton Irie, el cual logra grabar en estudio en el año 1987, pero ahora fusionando melodías de ese antiguo tema con Puppy Love de Tiger y el Boops Riddims de Super Cat. Su primer concierto masivo fue en el año 1988 en el Gimnasio Nuevo Panamá (actualmente llamado Arena Roberto Durán) en la ciudad de Panamá con su álbum "El Explosivo", el cual grabó con la colaboración de la banda panameña de Rock en español más destacada en ese momento, "Quarzo". Este concierto tuvo una asistencia de 16 mil personas.
Sus primeras presentaciones de este disco las realizó con "Quarzo" como "backing band" (banda de acompañamiento). De este disco se toma como punta de lanza el éxito instantáneo "Reggae Rock", y otros como "Yo Creo En El Amor". Seguido del éxito de este disco, publica otros temas como "Pensión" y "Mi Resistencia".

## Legado musical
Con su estilo de música nueva y rápida, Nando Boom ha influido en gran medida de la evolución de la música latina durante los últimos años como uno de los pioneros del reggae en español. Su vm rectificado los movimientos de baile también han cambiado la forma de baile de personas desde mediados de los años 90. Estos estilos de baile al revés, influyeron en los oyentes del reguetón creando posteriormente lo que se conoce en Puerto Rico como sandungueo. Sus canciones más representativas y populares son "A danzar", "Esa Chica Me Vacila" y "Enfermo de amor", siendo uno de los temas principales que se reproduce en los clubes nocturnos de toda América Latina. 
Para muchos fanes y críticos es considerado como uno de los pioneros en ritmos afrocaribeños en Panamá y una de las figuras más importantes del reggae en español. Recibió la llave de la Ciudad de Panamá.
Se ha realizado diversos homenajes a lo largo del Caribe a Nando Boom, donde ha sido proclamado "El Padre del dancehall latino". Es precursor de muchos ritmos que se utilizan hoy en día en diversos géneros caribeños, lo cual es muy bien recordado por su legado musical. En el 2008, Nando Boom promocionó su álbum Nando Boom: Returns, que contó con la participación de varios artistas de Puerto Rico; interpretando temas junto a Nando Boom a modo de compilación y de intercambio cultural.

## Problemas artísticos
En el 2008, Nando Boom acusó formalmente a Don Omar de plagiar la canción "Enfermo de amor", junto con Wisin & Yandel en la canción "My Space", por utilizar el coro de la canción original. Más tarde Don Omar aceptó su error, le pidió disculpas y le ofreció una suma de 100 mil dólares a Nando Boom, pero el compositor insistió en su demanda y su representante "Pucho Bustamante" rechazó la oferta indicando que esa suma de dinero no es suficiente comparado con las ventas de ese disco que incluye la canción "My Space" tema que luego fue censurado en el país de Panamá hasta que se resolviera legalmente el problema. En el 2010, el cantante panameño Nando Boom desistió en su demanda contra el puertorriqueño Don Omar tras llegar a un acuerdo con él, pero "Pucho Bustamante" se negó a dar precisiones sobre el contenido del arreglo entre los músicos, sin embargo, aún no se llegó a ningún acuerdo con Wisin & Yandel, luego El Ministerio Público de Panamá informó que Don Omar y el dúo Wisin & Yandel no podrían salir de Panamá si ingresaban al país, por la orden judicial que así lo prohíbe hasta tanto no respondan en el proceso pendiente.
El 7 de enero de 2010, Nando Boom finalmente llega a un acuerdo con Don Omar, pero dicho arreglo no incluía al dúo Wisin & Yandel por lo que se fija nueva fecha de audiencia.
Tras la ausencia de Wisin & Yandel a la audiencia el pasado 12 de octubre de 2010, el Juzgado Primero Penal de Panamá decidió notificar por edicto a Wisin & Yandel, así como a Eliel Osorio y Josías de La Cruz (productores) de dicho proceso penal.

## Discografía
Álbumes de estudio
- 1988: El Explosivo
- 1991: Reggae Español
- 1992: Nando Boom & The Band Explotion
- 1995: Back To Work
- 1998: Ahora Cristo Vive En Mi
- 2002: Díganle que no
- 2005: Back To Work